# Charlotte Sheffield
Charlotte Sheffield (Salt Lake City, 1º settembre 1937 – Salt Lake City, 15 aprile 2016) è stata una modella statunitense, incoronata Miss Universo nel 1957.
Dopo aver vinto il concorso Miss Utah, Charlotte Sheffield, divenne la prima rappresentante dello Utah ad ottenere la corona di Miss USA, quando Mary Leona Gage, la Miss USA in carica fu detronizzata, in quanto si scoprì che era già sposata e madre di due figli. Ciò nonostante alla Sheffield non fu concesso di partecipare a Miss Universo, dato che non aveva preso parte alla competizione preliminare (a cui aveva preso parte la Gage prima che scoppiasse lo scandalo). Tuttavia la Sheffield partecipò a Miss Mondo 1957, senza però riuscire a passare le fasi preliminari.
Nel 1991 fu invitata come giudice a Miss USA.